# Calcio Catania 1987-1988
Questa voce raccoglie le informazioni riguardanti il Calcio Catania nelle competizioni ufficiali della stagione 1987-1988.

## Stagione
Nella stagione 1987-1988, dopo l'amara retrocessione il Catania disputa il girone B del campionato di Serie C1, raccogliendo nel torneo 30 punti, non sufficienti per mantenere la categoria, per salvarsi ha dovuto disputare e vincere lo spareggio con la Nocerina giocato nell'arena del San Vito a Cosenza, il 12 giugno 1988 e vinto (2-0), mentre il Brindisi con gli stessi 30 punti era salvo grazie alla classifica avulsa. Sono retrocesse in Serie C2 con la Nocerina, il Campania ed il Teramo. Tre i tecnici messi in campo dalla società etnea per raggiungere l'obiettivo salvezza, dalla 1ª alla 9ª giornata Osvaldo Jaconi, poi è toccato a Pietro Santin dalla 10ª alla 22ª giornata, infine Bruno Pace che dalla 23ª giornata ha guidato il Catania fino allo spareggio vinto a giugno. Il difensore Adriano Polenta con 6 reti, delle quali 4 su calcio di rigore, è risultato il miglior marcatore stagionale dei rossoazzurri.
Nella Coppa Italia il Catania ha disputato prima del campionato, il terzo girone di qualificazione, che ha promosso l'Inter e l'Ascoli agli ottavi di finale, la squadra etnea ha ottenuto due vittorie con Brescia e Taranto, in questi gironi di qualificazione si sono fatti esperimenti, la vittoria vale 3 punti, il pareggio porta direttamente ai calci di rigore, che assegnano 2 punti a chi li vince, ed 1 punto a chi li perde, al Catania è accaduto nella prima giornata al Cibali con Ascoli, pareggio (1-1) che è diventato (4-6) per l'Ascoli. Nella Coppa Italia di Serie C il Catania avendo disputato prima del campionato la Coppa Italia maggiore, è partito dagli spareggi di accesso ai sedicesimi di finale, ma ha trovato nel derby contro il Giarre, subito disco rosso nel doppio confronto.

## Rosa
| N. |                   | Ruolo | Calciatore            |
| -- | ----------------- | ----- | --------------------- |
|    | Italia (bandiera) | A     | Carlo Borghi          |
|    | Italia (bandiera) | D     | Nazzareno Canuti      |
|    | Italia (bandiera) | D     | Roberto Carannante    |
|    | Italia (bandiera) | D     | Andrea Cuicchi        |
|    | Italia (bandiera) | D     | Marco De Simone       |
|    | Italia (bandiera) | A     | Fabrizio Del Rosso    |
|    | Italia (bandiera) | C     | Rocco Frazzetto       |
|    | Italia (bandiera) | D     | Nicola Garzieri       |
|    | Italia (bandiera) | D     | Maurizio Longobardo   |
|    | Italia (bandiera) | C     | Massimiliano Madaloni |
|    | Italia (bandiera) | A     | Roberto Mandressi     |

| N. |                   | Ruolo | Calciatore            |
| -- | ----------------- | ----- | --------------------- |
|    | Italia (bandiera) | P     | Dario Marigo          |
|    | Italia (bandiera) | C     | Giancarlo Marini      |
|    | Italia (bandiera) | D     | Mirko Mattei          |
|    | Italia (bandiera) | C     | Alessandro Pellegrini |
|    | Italia (bandiera) | D     | Rosario Picone        |
|    | Italia (bandiera) | A     | Pierluigi Pierozzi    |
|    | Italia (bandiera) | D     | Adriano Polenta       |
|    | Italia (bandiera) | A     | Pietro Puzone         |
|    | Italia (bandiera) | D     | Romolo Rossi          |
|    | Italia (bandiera) | D     | Massimo Tarantino     |
|    | Italia (bandiera) | C     | Attilio Tesser        |

## Risultati

### Serie C1

#### Girone di andata
| Arbitro: | Trentalange (Torino) |

|                         |           |                         |
| Polenta 25’ (rig.), 65’ | Marcatori | 77’ Ciracì 90’ Gagliano |

| Arbitro: | Gargiulo (Napoli) |

|              |           |  |
| Baglieri 38’ | Marcatori |  |

| Arbitro: | Da Ros (Treviso) |

|              |           |  |
| Bizzarri 58’ | Marcatori |  |

| Arbitro: | Stafoggia (Pesaro) |

|                               |           |             |
| Polenta 27’ (rig.) Puzone 40’ | Marcatori | 52’ La Rosa |

| Arbitro: | Manfredini (Modena) |

|                  |           |  |
| Della Pietra 47’ | Marcatori |  |

| Catania 25 ottobre 1987 6ª giornata | Catania          | 0 – 0 | Foggia | Stadio Cibali\| Arbitro: \| Mazzalupi (Roma) \| |
| Arbitro:                            | Mazzalupi (Roma) |       |        |                                                 |

| Arbitro: | Ciciripini (Ascoli Piceno) |

|                        |           |            |
| Marini 34’ Polenta 54’ | Marcatori | 64’ Marchi |

| Arbitro: | Lombardi (La Spezia) |

|          |           |            |
| Calì 90’ | Marcatori | 49’ Marini |

| Arbitro: | Boggi (Salerno) |

|                             |           |                          |
| Mandressi 13’ Del Rosso 55’ | Marcatori | 57’ Cariola 76’ Petrella |

| Teramo 22 novembre 1987 10ª giornata | Teramo              | 0 – 0 | Catania | Stadio Comunale\| Arbitro: \| Ceccarini (Livorno) \| |
| Arbitro:                             | Ceccarini (Livorno) |       |         |                                                      |

| Arbitro: | Gargiulo (Napoli) |

|  |           |             |
|  | Marcatori | 84’ Viscido |

| Monopoli 6 dicembre 1987 12ª giornata | Monopoli          | 0 – 0 | Catania | Stadio Vito Simone Veneziani\| Arbitro: \| Mughetti (Cesena) \| |
| Arbitro:                              | Mughetti (Cesena) |       |         |                                                                 |

| Arbitro: | Sanguineti (Chiavari) |

|              |           |  |
| Pierozzi 43’ | Marcatori |  |

| Catania 20 dicembre 1987 14ª giornata | Catania        | 0 – 0 | Cosenza | Stadio Cibali\| Arbitro: \| Piana (Modena) \| |
| Arbitro:                              | Piana (Modena) |       |         |                                               |

| Arbitro: | Trinchieri (Roma) |

|                      |           |  |
| D'Ottavio 90’ (rig.) | Marcatori |  |

| Arbitro: | Boemo (Cervignano del Friuli) |

|              |           |  |
| R. Rossi 71’ | Marcatori |  |

| Arbitro: | Bellotti (saronno) |

|                     |           |  |
| Crialesi 71’ (rig.) | Marcatori |  |

#### Girone di ritorno
| Arbitro: | Cardona (Milano) |

|                 |           |                    |
| Ciracì 23’, 66’ | Marcatori | 47’ (rig.) Polenta |

| Catania 31 gennaio 1988 19ª giornata | Catania             | 0 – 0 | Francavilla | Stadio Cibali\| Arbitro: \| D'Ambrosio (Padova) \| |
| Arbitro:                             | D'Ambrosio (Padova) |       |             |                                                    |

| Arbitro: | Brasca (Busto Arsizio) |

|                       |           |  |
| Tesser 42’ Puzone 45’ | Marcatori |  |

| Arbitro: | Cesari (Genova) |

|              |           |  |
| Baldacci 87’ | Marcatori |  |

| Arbitro: | Bizzarri (Ferrara) |

|            |           |                           |
| Tesser 49’ | Marcatori | 21’, 24’ Lanci 82’ Romiti |

| Arbitro: | Cafaro (Grosseto) |

|                                |           |            |
| Baldini 15’ (rig.) Fattori 84’ | Marcatori | 76’ Borghi |

| Arbitro: | Iori (Parma) |

|                         |           |              |
| Coppola 69’, 81’ (rig.) | Marcatori | 86’ R. Rossi |

| Arbitro: | Arcangeli (Terni) |

|                                                               |           |  |
| Lubbia 10’ (aut.) Del Rosso 32’ Borghi 37’ Polenta 64’ (rig.) | Marcatori |  |

| Arbitro: | Mughetti (Cesena) |

|              |           |  |
| G. Galli 28’ | Marcatori |  |

| Arbitro: | Rosica (Roma) |

|                             |           |  |
| Maddaloni 60’ Del Rosso 75’ | Marcatori |  |

| Arbitro: | Lo Russo (Milano) |

|             |           |  |
| Viscido 84’ | Marcatori |  |

| Arbitro: | Lattuada (Legnano) |

|            |           |  |
| Puzone 71’ | Marcatori |  |

| Arbitro: | Sanguineti (Chiavari) |

|  |           |                        |
|  | Marcatori | 14’ Cuicchi 58’ Borghi |

| Arbitro: | Cafaro (Grosseto) |

|                   |           |                |
| Padovano 22’, 33’ | Marcatori | 6’, 55’ Marini |

| Arbitro: | Scaramuzza (Mestre) |

|            |           |             |
| Borghi 54’ | Marcatori | 57’ Cerbone |

| Arbitro: | Manfredini (Modena) |

|                         |           |  |
| Lunerti 30’ Onorato 85’ | Marcatori |  |

| Arbitro: | Brignoccoli (Ancona) |

|               |           |  |
| Del Rosso 39’ | Marcatori |  |

#### Spareggio salvezza
| Arbitro: | Sanguineti (Chiavari) |

|                      |           |  |
| Marini 9’ Borghi 48’ | Marcatori |  |

### Coppa Italia

#### Primo turno
| Arbitro: | Novi (Pisa) |

|                                            |                      |                                              |
| Maddaloni 14’                              | Marcatori            | 56’ Destro                                   |
| De Simone S. Pellegrini Maddaloni Garzieri | Tiri di rigore 4 – 6 | Benetti Destro Giovannelli D. Agostini Greco |

| Arbitro: | Cornieti (Forlì) |

|                                        |           |                     |
| Altobelli 46’, 64’, 87’ Passarella 68’ | Marcatori | 43’ (rig.) Garzieri |

| Arbitro: | Pucci (Firenze) |

|                                                             |           |             |
| D'Agostino 9’ S. Pellegrini 69’ (aut.) Frazzetto 89’ (aut.) | Marcatori | 17’ Palermo |

| Arbitro: | Fiorenza (Siena) |

|              |           |  |
| Pierozzi 29’ | Marcatori |  |

| Arbitro: | Acri (Novi Ligure) |

|  |           |               |
|  | Marcatori | 48’ Mandressi |

### Coppa Italia Serie C

#### Fase a eliminazione diretta
| Arbitro: | Guida (Palermo) |

|            |           |  |
| Puzone 43’ | Marcatori |  |

| Arbitro: | Arcovito (Messina) |

|                             |           |  |
| Spica 49’ R. Di Napoli 111’ | Marcatori |  |